# 풍차바지
풍차바지, 십자바지 또는 개구멍바지는 한복 바지의 일종으로서 특별히 아이들이 입는 바지를 뜻한다. 뒤가 터진 형태의 바지로 용변을 가리지 못하는 어린아이에게 입히기 편리하도록 되어있다. 그 형태는 앞은 남자바지와 같으며 아이들이 용변을 보기 힘들기 때문에 이를 배려한 복식으로 이해하면 된다.

풍차바지

풍차바지는 대개 유아에서부터 5세 이전의 남아에게 입혔으므로 돌잔치 때에 남자 아이에게는 남색이나 군청색 풍차바지에 옥색 저고리에 색동저고리를 입혔다.
풍차바지라는 단어에서 풍차는 남자 아이들의 한복을 말하기도 했지만 밑에 대는 헝겊 조각의 일종을 지칭한다. 개구멍바지와 달리 주로 양반들이 입었다.
홍대용은 담헌서에서 중국의 개구멍바지(카이당쿠)에 대해 “바지는 좁아서 겨우 넓적다리가 들어갈 정도이며, 허리 아래쪽을 터 놓아 마치 우리나라의 유아들 바지와 같다. 다만 단추를 달아 서로 마주 덮게 하여 뒤를 볼 때 편리하게 해 놓았다.”라고 설명했다. 한족들은 이것을 한나라 때부터 유래된 한족의 전통의상이라 생각하고 있으나 홍대용에 의하면 우리 민족과 관련된 만주족도 하고 있어서 유래에 대한 의문이 있다. 아니면 그냥 동양의 보편적 바지일 수도 있다.